# ルートヴィヒ4世 (東フランク王)
ルートヴィヒ4世（Ludwig IV , 893年9月または10月 - 911年9月24日）は、カロリング朝東フランク王国第4代6人目にして最後の王（在位：899年 - 911年）。幼童王または小児王とも呼ばれる。幼少で王となるが治世ではマジャル人の侵入に苦しめられ、また嗣子なく夭逝した。

## 生涯
893年、東フランク国王アルヌルフとコンラディン家のヘッセンガウ伯ベレンガル(Berengar)の娘オーダ（ウータ）との間の嫡子（3男、末子）としてバイエルンに生まれた。
899年、6歳で父の死によって王位を継承し、マインツ大司教ハットー、アウクスブルク司教アーダルベロ、コンスタンツ司教ザロモ3世のほか、母の実家コンラディン家のラーンガウ伯コンラート（異母姉の夫でもある）とその弟で後のロートリンゲン公ゲープハルト、父方の親族とされるルイトポルト家のバイエルン辺境伯ルイトポルトが摂政をつとめた。また、900年にはロタリンギア王の異母兄のツヴェンティボルトなどの相次ぐ死でロタリンギア王をも兼ねた。
900年以降、騎馬遊牧民マジャル人の侵入に苦しめられたが、摂政団は十分な対応ができず、907年にはバイエルン辺境伯ルイトポルトらがブラチスラヴァ近郊で戦死しパンノニアとオストマルクを奪われた。また、910年のアウクスブルク近郊での戦いでも大敗し、ロートリンゲン公ゲープハルトが戦死した。
911年、僅か17歳で死去した。嗣子がなく、東フランクのカロリング朝は断絶した。そのため王位は外甥（異母姉グリスムートとラーンガウ伯コンラートとの子）の、コンラディン家のフランケン大公コンラート1世が継承した。

## 引用文献
1. ↑  成瀬他、p. 99
2. ↑  成瀬他、pp. 100 - 101